# Angus McGruther
Angus McGruther (* 1985 in Sydney) ist ein australischer Schauspieler.

## Leben
Angus McGruther wuchs in einem Vorort im Osten von Sydney auf und besuchte eine katholische Jungenschule, die Deutsch als zweite Sprache in ihrem Unterrichtskanon anbot. Deutsch lernte er auch weiterhin während seiner Zeit auf der High School in Australien. Durch das in verschiedenen Städten Australiens stattfindende German Film Festival kam er in Berührung mit dem deutschen Film und lernte u. a. Good Bye, Lenin! und andere deutschsprachige Filme kennen.
Von 2004 bis 2006 studierte er Schauspiel an der University of Wollongong, wo er das Theaterprogramm mit dem „Bachelor of Creative Arts: Theatre“ abschloss. Nach seinem Studienabschluss kam er, während er als Backpacker quer durch Europa reiste, nach Berlin, wo er 2006 in Peter Zadeks Peer Gynt-Inszenierung am Berliner Ensemble eine kleine Rolle erhielt. 2007 und 2008 spielte er Hauptrollen in australischen Theaterproduktionen, kehrte dann jedoch nach Berlin zurück, das nunmehr zum Ausgangspunkt für seine künstlerische Tätigkeit wurde.
Von 2009 bis 2011 besuchte er die Schauspielschule „Actors Space Berlin“, wo er von Mike Bernardin ausgebildet und in der Meisner-Technique unterwiesen wurde.
2011 übernahm er neben Kristina Klebe, Rudolf Martin, Fabian Stumm, Ben Bela Böhm und Janina Elkin eine Hauptrolle in dem Spielfilm Bela Kiss: Prologue von Lucien Förstner, einem Horror-Thriller über den ungarischen Serienmörder Béla Kiss, der im Januar 2013 in die Kinos kam. In dem Fernsehfilm Bella Dilemma – Drei sind einer zu viel (2013) aus der Bella-Filmreihe des ZDF war er der australische Surflehrer Taree und Schwiegersohn des Berliner Ex-Ehepaars Jung (Andrea Sawatzki und Thomas Sarbacher).
Es folgten Rollen in weiteren deutschsprachigen Fernsehproduktionen, so an der Seite von August Zirner im TV-Film Nele in Berlin (2015), als Jeff (Chef der Figur Iffi Zenker) in der Lindenstraße (2015–2017, mit Rebecca Siemoneit-Barum als Partnerin) und in der Doku-Serie Mitten in Deutschland: NSU (2016). In der deutsch-luxemburgischen Fernsehserie Bad Banks (2018) übernahm er eine durchgehende Nebenrolle. In der ARD-Fernsehreihe Die Diplomatin (2018), mit Natalia Wörner in der Hauptrolle, spielte er eine der Episodenhauptrollen als traumatisierter und desertierter US-Sergeant und „Whistleblower“ Sean Miller.
In der ab Mai 2019 ausgestrahlten TV-Reihe Reiterhof Wildenstein verkörpert McGruther als „amerikanischer Hightech-Cowboy“ Jack den Freund und Lebensgefährten der weiblichen Hauptfigur Rike (Klara Deutschmann).
McGruther wirkte außerdem in mehreren Kurzfilmen mit und arbeitet als Synchronschauspieler, Sprecher und Moderator. Er lebt in Berlin.

## Filmografie (Auswahl)
- 2007: CIA: Crime Investigation Australia: The Body in the Sports Bag (Fernsehserie, eine Folge)
- 2010: Snowblind (Kinofilm)
- 2013: Bela Kiss: Prologue (Kinofilm)
- 2013: Bella Dilemma – Drei sind einer zu viel (Fernsehreihe)
- 2015: Nele in Berlin (Fernsehfilm)
- 2015–2017: Lindenstraße (Fernsehserie)
- 2016: Mitten in Deutschland: NSU – Die Täter – Heute ist nicht alle Tage (Fernsehreihe)
- 2017: Mia and me – Abenteuer in Centopia (Fernsehserie, Stimme)
- 2018: Bad Banks (Fernsehserie)
- 2018: Die Diplomatin – Jagd durch Prag (Fernsehreihe)
- 2019: Reiterhof Wildenstein (Fernsehreihe)
- 2024: Role Play